# Droga międzynarodowa M30 (Ukraina)
Droga międzynarodowa M30 (ukr. Автошлях М 30) – droga znaczenia międzynarodowego na Ukrainie, powstała 28 kwietnia 2021 roku w wyniku połączenia istniejących wcześniej magistrali M04 i M12. Ze swoją długością ponad 1400 kilometrów stanowi najdłuższą arterię w kraju. Trasę utworzono w ramach obchodów 30-lecia niepodległości Ukrainy. Znana jest także jako Droga Jedności (ukr. Дорога єдності).

## Trasy europejskie
Na odcinku Stryj – Debalcewo pokrywa się z przebiegiem trasy europejskiej E50.